# György Drašković
György Drašković (Zilina, 5 de fevereiro de 1515 - Viena, 21 de janeiro de 1587) foi um cardeal do século XVI

## Biografia
Nasceu em Zilina em 5 de fevereiro de 1515. De uma família nobre. Filho de Bertalan Draskovics e Anna Utiessenich. Sobrinho do Cardeal George Martinuzzi, OSPPE (1551). Seu sobrenome também está listado como Draskovich; como Drašković; e como Draskovic; e seu primeiro nome também está listado como Juraj (em croata).
Estudou em Cracóvia, Viena, Bolonha e Roma; seu tio, o cardeal, financiou seus estudos..
Ordenado em 1539, Roma. Cânon do capítulo da catedral de Nagyvárad. Reitor em Pozsony (Pressburg, hoje Bratislava, Eslováquia), 6 de fevereiro de 1555. Protonotário apostólico e conselheiro real, 1557. Nomeado bispo de Pécs por Fernando I, rei da Hungria, 22 de novembro de 1558. Confidente e confessor do imperador Fernando I, que o enviou ao conselho imperial em Augsburgo, 1559..
Eleito bispo de Pécs, 17 de julho de 1560. Consagrado (nenhuma informação encontrada). Participou do Concílio de Trento, 1562-1563, como embaixador do imperador Fernando I da Áustria. Nomeado bispo de Zagreb pelo rei Fernando I da Hungria, em 11 de novembro de 1563. Transferido para a sé de Zagreb, em 22 de março de 1564. Bán da Croácia, Dalmácia e Eslavônia, 1567-1578. Nomeado bispo de Györ pelo rei Maximiliano da Hungria, 25 de abril de 1578. Transferido para a sé de Györ, 27 de outubro de 1578. Grão-chanceler húngaro e vice-regente real da Hungria, 1579. promovido à sé metropolitana de Kalocsa-Bacs, 30 de abril , 1582 (3) . Promovido ao cardinalato a pedido do Sacro Imperador Romano Matias..
Criado cardeal sacerdote no consistório de 18 de dezembro de 1585; ele nunca foi a Roma para receber o chapéu vermelho e o título..
Morreu em Viena em 21 de janeiro de 1587. Transferido para Györ e enterrado em sua catedral...